# モノクロブー
モノクロブーは、ホシノアツコによってデザインされた、サンエックスのキャラクター。
「モノクロブー」の名前のとおり、白黒のシンプルなデザインである。中高生から主婦層までを主なターゲットとしている。
真っ白なブタと真っ黒なブタの二人（匹）組。二人はラブラブらしい。よく似た姿の仲間がたくさんいる。ブタの周りを飛ぶハチも友達らしい。
ぬいぐるみやクッション、文房具などのグッズが作られている。ほとんどのグッズには白と黒の2種類がある。

## ゲーム
『モノクロブー&ベビーブー くるりんBOO』は2009年12月10日にクリエイティヴ・コアから発売された、ニンテンドーDS用ゲームソフト。